# شوگر سی‌آرام
شوگر سی‌آرام (انگلیسی: Sugar CRM) شرکت نرم‌افزار آمریکایی است، که در سال ۲۰۰۴ تأسیس شد.